# Flosculipora
Flosculipora is een monotypisch geslacht van mosdiertjes uit de familie van de Densiporidae en de orde Cyclostomatida. De wetenschappelijke naam ervan werd in 1887 voor het eerst geldig gepubliceerd door MacGillivray.

## Soort
- Flosculipora pygmaea MacGillivray, 1887